# Dick Woudenberg
Rudolf Dirk (Dick) Woudenberg (IJmuiden, 23 juni 1928 – Hilversum, 16 september 2017) was een Nederlands SS'er die na de Tweede Wereldoorlog als psychotherapeut en bestuurder kinderen van NSB'ers en van Holocaustslachtoffers probeerde te helpen met het verwerken van trauma's. Hij was tevens leraar Duits, acteur, pedagoog en filantroop.
Het leven van Dick Woudenberg werd gekenmerkt door de indoctrinatie met het gedachtegoed van het nationaalsocialisme gedurende zijn jeugd, de verwarring die bij hem na de Tweede Wereldoorlog volgde, de verwerking van de 'foute' periode in zijn leven en het hulp bieden bij de verwerking van het oorlogsverleden aan lotgenoten.

## Levensloop

### Jeugd
Woudenberg groeide als jongste kind op in een NSB-gezin. Zijn vader, Hendrik Jan Woudenberg, was lid van de NSB en de leider van het Nederlandsch Arbeidsfront. Zijn oom, Kees Woudenberg, was secretaris van de SDAP en de PvdA.
Op zijn zevende kwam hij bij de Jeugdstorm. Door de politieke achtergrond van zijn vader werd hij in 1940 in zijn woonplaats IJmuiden het middelpunt van pesterijen in de eerste klas van de HBS in Velsen, waardoor hij naar de Nederlandse Inrichting voor Volkse Opvoeding (NIVO) in Schaarsbergen ging, een school voor NSB-kinderen waar alleen Arisch uitziende jongens naar toe mochten. Niet lang daarna werd hij naar een Duitse elitekostschool gestuurd in de buurt van Keulen, waar hij beter tot zijn recht kwam. Hij was leerling van de Nationalpolitische Erziehungsanstalt (NPEA of Napola), een middelbare school, geschoeid op het nationaalsocialistische gedachtegoed en ingericht naar Duits voorbeeld, om te worden opgeleid voor een hoge functie in het Groot-Germaanse Rijk. In het Nederlands werd deze school aangeduid met Reichsschule Valkenburg om de werkelijke bedoeling achter de benaming af te zwakken. Deze was eerst gevestigd in Valkenburg (Limburg) en later, ten gevolge van voortdurende geallieerde bombardementen in Naumburg aan de Saale (een riviertje in oostelijk Duitsland) en daarna, in 1945, in Kiel. Eind april 1945 werd hij met tien andere zestienjarigen van de Reichsschule als allerlaatste lichting ingelijfd in de SS-Division Totenkopf. Gevechtskleding was niet voorhanden, zodat zij in schooltenue krijgsverrichtingen zouden moeten uitvoeren.
Zo ver kwam het niet, want direct na de capitulatie van Duitsland werd hij met een aantal medeleerlingen als soldaat door de Engelsen gevangengenomen en opgesloten in diverse interneringskampen (als eerste Bergen-Belsen) en heropvoedingsinrichtingen (Kamp Vught, Kamp Almere in Huizen), waar hij kennis nam van het 'andere' verloop van de oorlog, via onderduikers en Joodse medemensen.
In 1946 werd hij uit gevangenschap vrijgelaten. Hoewel hij hem enkele keren bezocht, correspondeerde hij veelvuldig met zijn vader, tegen wie aanvankelijk tijdens het proces in 1948 de doodstraf was geëist, maar die uiteindelijk levenslang kreeg. Na ruim twaalf jaar kwam zijn vader vrij. Maar zijn broer Jan (Velsen, 20 januari 1920) werd in januari 1945 nabij de Poolse stad Kalety als Untersturmführer in een Nederlandse Waffen-SS eenheid gevangengenomen en gefusilleerd. Zijn moeder en zuster kwamen terecht in een detentiekamp voor nazivrouwen. Doordat de naam Woudenberg een smet zou werpen op het joodse boekdrukbedrijf waar zijn loopbaan begon, ging hij onder de naam van zijn moeder, Van Blaaderen, aan het werk. Tijdens de Nederlandse dienstplicht kreeg hij een opleiding tot officier, ondanks dat hij kind was van een NSB'er.

### Studies en leraarschap
Woudenberg studeerde Duitse taal- en letterkunde in Amsterdam en werd in 1958 leraar Duits aan de Hilversumse Hogere Burgerschool, een vak dat hij 30 jaar lang uitoefende. Daarna volgde hij een studie psychotherapie en werd ten slotte pedagoog en psychotherapeut. Hij was daarnaast voorzitter van de Stichting Werkgroep Herkenning in Amsterdam, die zich inzet voor de belangen van 'kinderen van foute ouders'. Op 28 april 2017 vond in het Wijkcentrum van de Dorpskerk in Santpoort-Noord de presentatie plaats van De nazi-leerling, een boek van Mischa Cohen, dat gaat over Woudenbergs leven en dat de periode van diens jeugd tot aan het jaar 1958 belicht.

### Acteur
Tijdens de studie psychotherapie nam hij balletlessen en sloot hij zich aan bij een studententoneelvereniging, wat na een honderdtal toneeloptredens met onder anderen Willem Nijholt in 1988 in De verbroken code leidde tot optredens in de televisieseries Pleidooi (1993), Oppassen!!! (1994), Vrouwenvleugel, Unit 13 (beide 1995), Goudkust (als Benjamin Frederikse, 1996) en Onderweg naar Morgen (als Frans Kuipers, 1994-1997). Hij zag het toneelspel als niet meer dan een aanvulling op zijn levensvervulling.

### Gezinsleven
In 1956 huwde hij. Zijn vrouw Lotus heeft in positieve zin bijgedragen aan het verwerken van zijn oorlogsverleden. In 1965 overleed zij ten gevolge van een hersentumor.
Na een kort tweede huwelijk volgde een periode van korte relaties. Woudenberg is de vader van actrice Kathenka Woudenberg en oom van acteur Helmert Woudenberg. Begin jaren 70 onderging hij een langdurige psychotherapeutische behandeling.

### Hulpverlener
Hij zette zich in als vrijwilliger bij de Stichting Werkgroep Herkenning. Dit deed hij als hulpverlener voor de verwerking van trauma's bij nakomelingen en familieleden van NSB'ers, joodse ouders en verzetsmensen, en had dit tot zijn levenswerk gemaakt. Bijna vijftien jaar was hij voorzitter van deze stichting.

## Lijfspreuk
Schillers spreuk Alle Menschen werden Brüder zette hij om in zijn lijfspreuk Alle Menschen sind Brüder.